# Danielle Larivee
Danielle Larivee, née le 11 mai 1974, est une femme politique canadienne, ministre des Affaires municipales de l'Alberta de 2015 à 2017 et ministre des Services à l'enfance de l'Alberta de 2017 à 2019.
De 2015 à 2019, elle est membre de l'Assemblée législative de l'Alberta représentant la circonscription de Petit lac des Esclaves en tant qu'une membre du Nouveau Parti démocratique de l'Alberta. 